# Léon Guiannotte
Léon Guiannotte est un architecte Art déco et moderniste belge né le 6 novembre 1891 à Charleroi et mort le 19 mai 1976 à Ottignies.

## Biographie
Léon Guiannotte, est le fils de François Guiannotte, ou Giuannotte également architecte et de son épouse la romancière et pédagogue Suzanne Saerens.
Après s'être formé dans l'atelier Horta et De Vestel à l'école d'architecture de l'Académie royale des beaux-arts de Bruxelles, où il décroche son diplôme en 1914, il commença une carrière féconde d'architecte. À la fin de sa vie, il réinterprètera quelque peu ses projets, leur donnant un caractère somptueux qu'il ne semble pas avoir voulu au départ (ex église de l'altitude cent pour laquelle des petites touches ésotériques font partie de sa nouvelle interprétation).
Léon Guiannotte est connu pour avoir construit une des trois églises modernistes en béton de Bruxelles : l'église Saint-Augustin de Forest.
Il était membre de la SADBr.

## Réalisations de style Beaux-Arts (éclectique)
- 1924 : Maison, boulevard Louis Schmidt 60[6];

- 1924 : Immeuble, boulevard Louis Schmidt 62[6].

## Réalisations Art déco
- 1930 : Maison Van Oncem, avenue Franklin Roosevelt 106, 1000 Bruxelles;

- 1941-1942 : « La Magnéto belge », rue Marconi 123-127, 1060 Bruxelles (immeuble inscrit sur la liste de sauvegarde depuis le 10 septembre 1998)[7],[2].

## Réalisations modernistes
- 1924 : maison, avenue Rogier 280 à Schaerbeek[2]
- 1928-1936 : Église Saint-Augustin de Forest, place de l'Altitude 100 (Léon Guiannotte et André Watteyne) (église classée le 8/8/1988)[7],[8],[9].